# Erioptera karisimbii
Erioptera karisimbii är en tvåvingeart som beskrevs av Alexander 1956. Erioptera karisimbii ingår i släktet Erioptera och familjen småharkrankar. Inga underarter finns listade i Catalogue of Life.